# Lucius Marcius Philippus (Konsul 91 v. Chr.)
Lucius Marcius Philippus war ein römischer Politiker der späten Republik.
Er war 113 v. Chr. Münzmeister, etwa 104 v. Chr. Volkstribun und spätestens 96 v. Chr. Prätor, da er sich für das Konsulat 93 v. Chr. bewarb. Er wurde dabei aber von Marcus Herennius geschlagen und erst zwei Jahre später, 91 v. Chr., zum Konsul gewählt. Philippus wandte sich gegen die Reformvorschläge des Volkstribuns Marcus Livius Drusus und erklärte als Augur dessen Gesetzesinitiativen für ungültig.
Während der popularen Herrschaft Cinnas wurde Philippus 86 v. Chr. Zensor und schloss seinen Onkel Appius Claudius Pulcher aus dem Senat aus. Sonst hielt er sich mit politischen Aktivitäten aber zurück und trat 82 v. Chr. zu Sulla über, für den er als Legat die Provinz Sardinien gewann, wobei er den popularen Prätor Quintus Antonius Balbus tötete. Er war einer der führenden Senatoren in der Zeit nach Sullas Rücktritt und Tod bis etwa 76 v. Chr.
Sein gleichnamiger Sohn war 56 v. Chr. Konsul.